# 三条実綱
三条 実綱（さんじょう さねつな）は、戦国時代から安土桃山時代にかけての公卿。初名は三条公宣。内大臣・三条西実枝の子。官位は正三位・権中納言、贈右大臣。主に正親町天皇（106代）の代に朝廷に仕えた。

## 経歴
三条家の分家正親町三条家の分家三条西家の三条西実枝の子として誕生。母は内大臣正親町三条公兄の娘。
本家筋の三条家当主の公頼が周防国へ下向していた際に大寧寺の変に巻き込まれて殺され、嗣子もなかったため、三条家を相続した。永禄12年（1569年）に叙爵。その後、清華家当主として速い速度で出世し、幼くして侍従・左近衛中将などを務め、天正8年（1580年）までには正三位・権中納言となっていたが、その翌年に死去した。享年20。
早世を惜しまれて死後に右大臣を追贈された。兄公国の次男公広が三条家を相続した。

## 系譜
- 父：三条西実枝（1511-1579）
- 母：正親町三条公兄の娘
- 妻：不詳
- 継承者：三条公広（1577-1626） - 三条西公国の次男